# Aurelio Martínez Flóres
Aurelio Martínez Flóres, auch bekannt unter dem Spitznamen „El Zurdo“ (der „Linksfuß“), ist ein ehemaliger mexikanischer Fußballspieler, der vorwiegend im offensiven Mittelfeld agierte und nach seiner aktiven Laufbahn als Fußballfunktionär tätig war.

## Laufbahn
„El Zurdo“, der seinen Spitznamen wegen seines strammen Linksschusses erhielt, begann seine aktive Laufbahn beim Club Deportivo Guadalajara und gehörte zum Kader der Meistermannschaft, die in der Saison 1969/70 den insgesamt siebten Meistertitel in der Vereinsgeschichte gewann. Außerdem gewann er mit Chivas in derselben Saison auch den Pokalwettbewerb und den Supercup.
Wie sein Mannschaftskamerad, der ehemalige Nationaltorhüter Ignacio Calderón, wechselte Martínez einige Jahre später zum Universitätsverein Leones Negros, mit dem er in den Spielzeiten 1975/76 und 1976/77 Vizemeister der mexikanischen Liga wurde.
1977 kehrte er zum CD Guadalajara zurück, bei dem er seine aktive Laufbahn in der Saison 1981/82 beendete. Zwischen 1991 und 1993 war Martínez Präsident des Club Deportivo Guadalajara.

## Erfolge
- Mexikanischer Meister: 1970
- Mexikanischer Vizemeister: 1976, 1977
- Mexikanischer Pokalsieger: 1970
- Mexikanischer Supercup: 1970